# El comedor de Heo
El comedor de Heo (en hangul, 허식당; en hanja, 허食堂; romanización revisada, Heosikdang; literalmente, «Un restaurante elegante») es una serie de televisión web suroreana, escrita por Sung So-hyun, dirigida por Oh Hwan-min y Kim Kyung-eun, y protagonizada por Xiumin, Exy, Lee Se-on y Lee Soo-min. Es una comedia romántica de fantasía, y está basada en la novela web del mismo título original escrita por Jeon Seon-yeong. Se estrenó en la plataforma Wavve el 24 de marzo de 2025. También está disponible en las plataformas Netflix y MBN Plus, ambas solo para Corea del Sur, y Viki, para el extranjero.

## Sinopsis
Heo Gyun es el primer escritor dedicado a la comida de la dinastía Joseon, y hace su trabajo con gran pasión y con gran cuidado de la estética. Un mal día acusan a sus amigos de traición, y él intenta escapar con ellos, pero la huida se convierte en un viaje en el tiempo, de modo que acaba llegando a la Corea actual. Mientras  intenta encontrar su lugar en el mundo moderno, conoce a Eun-sil, la hija del dueño de un restaurante. Habiendo descubierto su propia pasión por la cocina, decide abrir un restaurante en el que mezcla los sabores de Joseon con la cocina contemporánea, al tiempo que intenta averiguar cómo es que llegó a este mundo moderno. Heo Gyun y Eun-sil se van acercando, pero el misterio que envuelve el origen de él supone una nube gris en el horizonte que le dificulta decidir qué hará en el futuro.

## Reparto

### Principal
- Xiumin como Heo Gyun, el primer crítico gastronómico de la dinastía Joseon, un genio reconocido por todos por tener un estilo de escritura misterioso y un sentido estético excepcional.[2][3][4]
- Exy como Bong Eun-sil, la hija de una familia propietaria de un restaurante sin pretensiones. Es una feroz realista que deja que sus emociones prevalezcan sobre la razón cuando ve una injusticia; tiene una personalidad fogosa que exige que los hechos se digan en voz alta.[5][6]
- Lee Se-on como Lee Yi-cheom/Lee Hyuk:[7][8][9]

1. Lee Yi-cheom es un hombre orientado a objetivos a quien no le importan los medios ni los métodos para lograr lo que quiere.
2. Lee Hyuk es un graduado de una de las escuelas culinarias más importantes del mundo y el maestro de la comida coreana más joven.

- Lee Soo-min como Mae-chang/Jung Mi-sol:[10][11][12]

1. Mae-chang es una bella dama y una excelente artista.
2. Jung Mi-sol es una estrella que apareció como actriz infantil y modelo de publicidad.

### Secundario
- Kim Hee-jung como la madre de Eun-sil, la dueña de un restaurante que ni siquiera tiene cartel.[6][13]
- Oh Ji-ho, en el doble papel de un asesino en época Joseon y el detective Kang en la actualidad, componente de la división de crímenes violentos que se encarga del trabajo sucio del chef estrella Lee Hyuk.[14][15]
- Woo Hyun como No-ong, un anciano que viaja entre la dinastía Joseon y los tiempos modernos.[6][13]

### Apariciones especiales
- Choi Won-myeong como el rey Gwanghae.[16]

## Producción
El comedor de Heo está planificado conjuntamente por Why Not Media, Hakuhodo DY Music & Pictures y Corpus Japan, y producido por The Great Show. Está basada en la novela web del mismo título original escrita por Jeon Seon-yeong. El guion es obra de Seong So-hyun, y la dirección corre a cargo de Oh Hwan-min.
El 29 de enero de 2024 los medios periodísticos publicaron los nombres de los cuatro actores Xiumin, Exy, Lee Sae-on y Lee Soo-min, para los cuatro papeles principales. Por entonces estaba previsto que la serie se estrenara en el mismo año. El 18 de febrero de 2025 el equipo de producción confirmó los nombres de los cuatro protagonistas y anunció que se lanzaría el 24 de marzo.
Una parte del rodaje se realizó entre el 13 de febrero y el 1 de marzo de 2024 en la ciudad de Gunsan y sus alrededores.
El 20 de febrero de 2025 se distribuyeron imágenes de la lectura del guion; el 26 del mismo mes se publicaron algunos fotogramas de Xiumin, en época de Joseon y en la actualidad. El 5 de marzo fue el turno de los cuatro carteles de personajes, al día siguiente de fotogramas de los dos personajes de Lee Se-on, y un día después otros fotogramas de los dos de Lee Soo-min. El 12 de marzo se distribuyó el cartel principal de grupo, con los cuatro actores. Cinco días después se publicó un cartel de los dos protagonistas masculinos, como competidores.

### Banda sonora original
El 24 de marzo las compañías productoras de BSO Studio Mo y Pony Canyon Korea revelaron la composición de la banda sonora de la serie a través de sus canales oficiales de redes sociales. Incluye temas de la banda 2Z, el vocalista Shin Ji-hoo y el grupo Maytree, además de la cantautora japonesa Tomioka Ai, de la cantante Yoari y los cantantes Rocky y Kyungseo.